# Wambaix
Wambaix é uma comuna francesa na região administrativa de Altos da França, no departamento do Norte. Estende-se por uma área de 6,17 km². Em 2010 a comuna tinha 375 habitantes (densidade: 60,8 hab./km²).